# Arabbuna
Arabbuna ou 'Arabbuna, en arabe : عربّونة, est un village du gouvernorat de Jénine en Palestine, dans le nord de la Cisjordanie. Il est situé à 9 kilomètres au nord de Jénine. Selon le recensement du Bureau central palestinien des statistiques, la localité compte une population de 1 025 habitants en 2017.